# Palythoa zanzibarica
Palythoa zanzibarica is een Zoanthideasoort uit de familie van de Sphenopidae. De wetenschappelijke naam van de soort is voor het eerst geldig gepubliceerd door Carlgren.